# 디니스

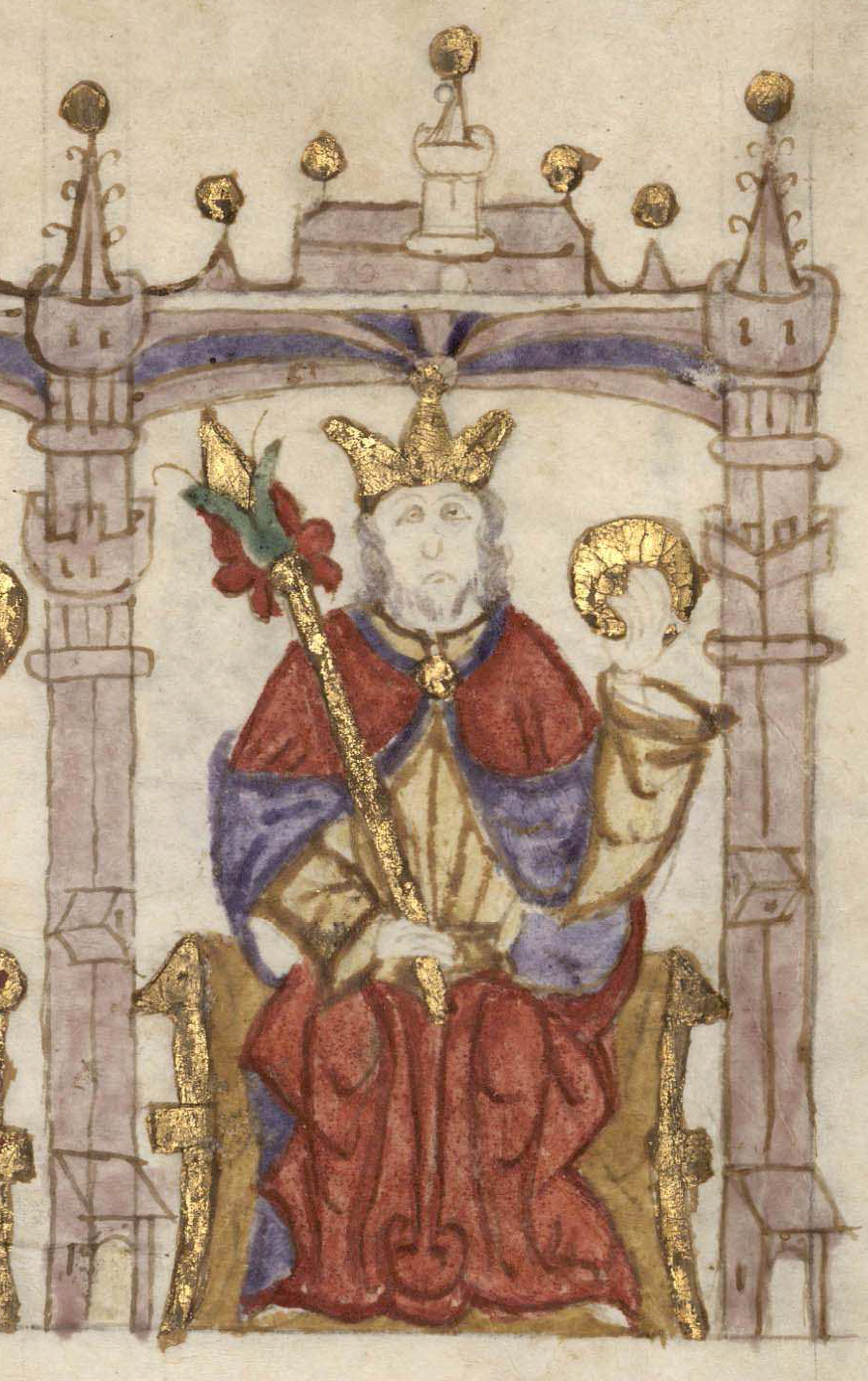
디니스

디니스(포르투갈어: Dinis I de Portugal, 1261년 ~ 1325년)는 포르투갈과 알가르브 왕국의 국왕이다. 별명은 농부왕, 경작왕(O Lavrador) 혹은 시인왕(O Poeta).
포르투갈왕 아폰수 3세와 그의 두번째 왕비 베아트리스(카스티야왕 알폰소 10세의 딸)의 아들로 태어났다.